# Цішенко Олександр Андрійович
Олександр Андрійович Цішенко — солдат Збройних Сил України, учасник російсько-української війни, що загинув у ході російського вторгнення в Україну.

## Життєпис
Мешкав у м. Вінниці. Учасник АТО (2016).
З 2017 року працював інспектором відділу контролю об'єктів комунальної власності у КП «Муніципальна варта» м. Вінниці.
В 2022 році, з початком російського вторгнення в Україну брав участь у захисті України від агресора.
Загинув 6 березня 2022 року під обстрілами РСЗВ у боях за місто Сєвєродонецьк на Луганщині.
Залишилися батьки.

## Нагороди
- орден «За мужність» III ступеня (2022, посмертно) — за особисту мужність і самовіддані дії, виявлені у захисті державного суверенітету та територіальної цілісності України, вірність військовій присязі.